# 712.ª Divisão de Infantaria (Alemanha)
A 712ª Divisão de Infantaria (em alemão:712. Infanterie-Division) foi uma unidade militar que serviu no Exército alemão durante a Segunda Guerra Mundial.

## Comandantes
| Comandante                                | Data                                          |
| ----------------------------------------- | --------------------------------------------- |
| Generalmajor George von Döhren            | 3 de maio de 1941 - 15 de abril de 1942       |
| Generalleutnant Friedrich-Wilhelm Neumann | 16 de abril de 1942 - 25 de fevereiro de 1945 |
| Generalmajor Joachim von Siegroth         | 25 de fevereiro de 1945 - 2 de abril de 1945  |

## Área de operações
| Alemanha                          | maio de 1941 - junho de 1941       |
| França                            | junho de 1941 - junho de 1942      |
| Bélgica                           | junho de 1942 - setembro de 1944   |
| Países Baixos & Oeste da Alemanha | setembro de 1944 - janeiro de 1945 |
| Frente Oriental, setor central    | janeiro de 1945 - abril de 1945    |